# Deporte en Costa Rica

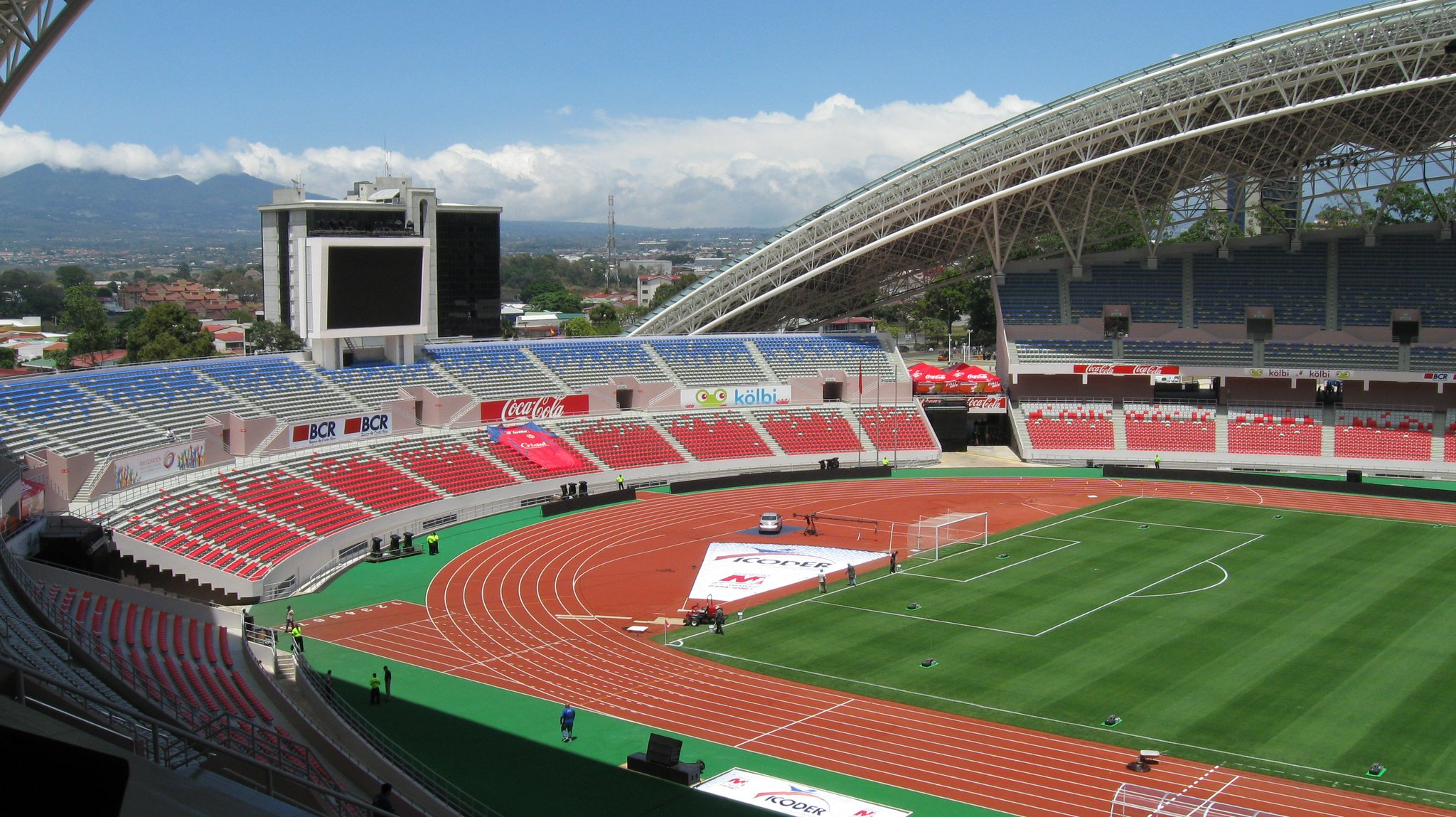
Estadio Nacional de Costa Rica.

El deporte en Costa Rica se practica tanto de forma profesional como aficionada, abarcando una gran cantidad de disciplinas. El deporte más popular en el país es el fútbol, aunque el más practicado es el atletismo. Otros deportes populares en el país son el ciclismo, el baloncesto, el boxeo, el surf, el boliche, el béisbol y la natación.
Costa Rica participó en sus primeros Juegos Olímpicos en 1936, y ha asistido a las justas de verano de forma ininterrumpida desde 1964. Los más grandes logros del deporte costarricense se han dado en la natación, en el que se han obtenido 4 medallas olímpicas: la medalla de oro en los Juegos Olímpicos de Atlanta 1996) y las dos medallas de bronce en Juegos Olímpicos de Sídney 2000, obtenidas por Claudia Poll, y una medalla de plata (Juegos Olímpicos de Seúl 1988) obtenida por Sylvia Poll. La Selección Mayor de Fútbol ha asistido a seis Copas del Mundo, con su mejor actuación en 2014 en el Mundial de Brasil, donde alcanzó los cuartos de final.
La institucionalización del deporte en Costa Rica se inicia en los años 1920 con la construcción del Estadio Nacional de Costa Rica, y más adelante, en 1944 con el primer parque de béisbol. Es partir de estas construcciones que varios empresarios se interesan en invertir en diversas actividades deportivas, con la creación de gimnasios, piscinas y federaciones. En 1949 se creó la primera Ley General del Deporte, que estableció el marco jurídico del deporte del país. A partir de 1950, se institucionalizó el deporte en escuelas y colegios, con la introducción de la educación física como parte del programa lectivo. En 1972, se creó el Ministerio de Cultura, Juventud y Deportes, y se establecieron los Juegos Nacionales, Laborales y Estudiantiles entre otros. En 1998, se creó el Instituto Costarricense del Deporte y la Recreación, que es la institución del Estado costarricense encargada actualmente de velar por el desarrollo de las actividades deportivas del país. En 2010 se creó en el país la figura del Ministro de Deportes, aunque el Ministerio como tal aún no existe.

## Fútbol

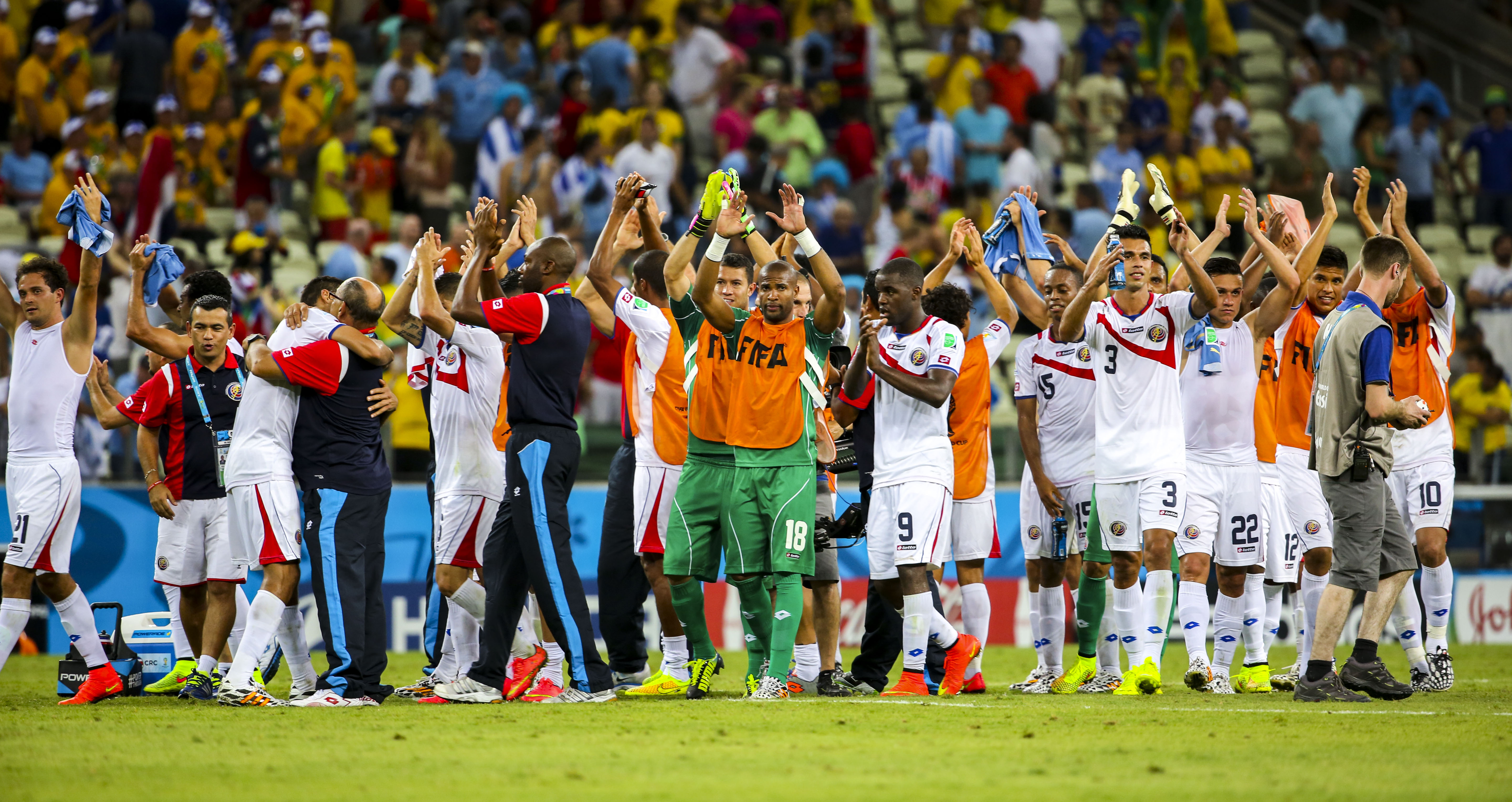
Los jugadores de Costa Rica celebran su primera victoria en la Copa Mundial de Brasil 2014, luego de derrotar a. Tras alcanzar los cuartos de final, se considera la mejor participación de una selección centroamericana en esta competición hasta el momento.

El deporte más practicado y seguido por los costarricenses es el fútbol. El campeonato de fútbol de la Primera División se encuentra integrado por 12 equipos. Los equipos con más campeonatos obtenidos son el Deportivo Saprissa con 38 títulos, la Liga Deportiva Alajuelense con 30 títulos, el Club Sport Herediano con 28 títulos, y el Club Sport La Libertad con 6 títulos.
La selección nacional mayor ha asistido a seis Copas del Mundo:
- Italia 1990 (Posición número 13).
- Corea-Japón 2002 (Posición número 19).
- Alemania 2006 (Posición número 31).
- Brasil 2014 (Posición número 8).
- Rusia 2018 (Posición número 28).
- Catar 2022 (Posición número 27).

La Selección Sub-20 ha clasificado a 9 Copas del Mundo. Fue en esta categoría que Costa Rica obtuvo en la Copa Mundial de Fútbol Sub-20 de 2009 celebrada en Egipto la posición número 4. La Selección Sub-17 ha logrado clasificarse a 10 Copas del Mundo y la Selección Olímpica lo ha hecho en 3 oportunidades.
La Selección femenina de fútbol de Costa Rica es una de las potencias en el área. Ha logrado clasificarse a 5 mundiales (4 menores y uno mayor): Copa Mundial Femenina de Fútbol Sub-17 de 2008, la Copa Mundial Femenina de Fútbol Sub-20 de 2010, Copa Mundial Femenina de Fútbol Sub-17 de 2014, Copa Mundial Femenina de Fútbol Sub-20 de 2014 y la Copa Mundial Femenina de Fútbol de 2015. Costa Rica fue sede de la Copa Mundial Femenina de Fútbol Sub-17 de 2014 de la FIFA.

## Ajedrez
Alejandro Ramírez Álvarez fue el primer Gran Maestro Internacional de Costa Rica, quien a la edad de 15 años se convirtió en el primer centroamericano en obtener el título de Gran Maestro otorgado por la FIDE (Federación Internacional de Ajedrez) y en ese momento, en el segundo Gran Maestro más joven a nivel mundial.
En noviembre de 2014, el ajedrecista nacional de larga trayectoria Bernal González Acosta se convirtió en el segundo Gran Maestro Internacional de la historia del ajedrez de Costa Rica.
Otros ajedrecistas destacados de la historia costarricense son Joaquín Gutiérrez Mangel, Rogelio Sotela, Ricardo Charpentier, Fernando Montero, Juan León Jiménez Molina, William Charpentier, Eugenio Chinchilla y Alexis Murillo.

## Artes marciales mixtas
Las artes marciales mixtas (MMA) en Costa Rica están reguladas desde la década de 2000 y desde entonces, se ha practido de forma generalizada para promocionar esta disciplina. Jorge Calvo Martin (peso mosca) y Édgar Delgado (peso pluma) están entre los peleadores más destacados del país, siendo ambos campeones en la promoción LUX Fight League, la más importante de América Latina.
El organismo rector de MMA costarricense es la Federación de Artes Marciales Mixtas, tanto a nivel amateur como profesional. Alejandro Solano Rodríguez, pionero de este deporte, es quien preside la federación en el IMMAF.

## Atletismo

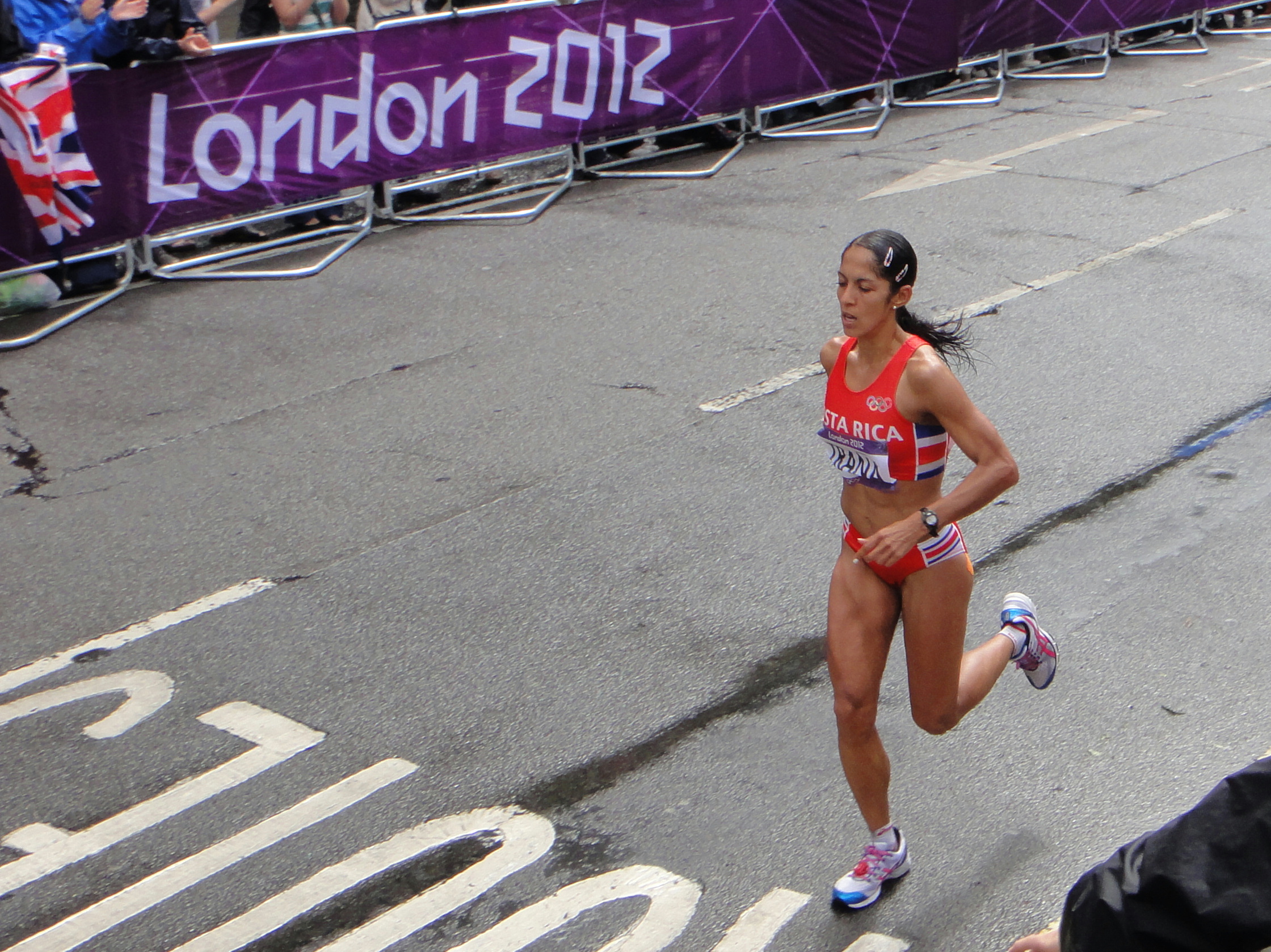
La maratonista Gabriela Traña en los Juegos Olímpicos de Londres 2012.

La Federación Costarricense de Atletismo (FECOA), fundada en 1960, es la encargada de reglamentar la práctica del atletismo en el país. En Costa Rica se realizan gran cantidad de torneos en todas las especialidades del atletismo, además de que gran cantidad de atletas costarricenses participan en eventos internacionales, en especial en disciplinas de fondo y medio fondo. A nivel histórico, el atletismo ha deparado algunos éxitos internacionales al país, sobresaliendo las victorias del fondista Rafael Ángel Pérez Córdoba en las maratones de San Silvestre en Brasil (1974) y San Blas de Illescas en Coamo, Puerto Rico (1976). Pérez está considerado por la crítica especializada como el más grande exponente del atletismo en la historia costarricense. Otro hito internacional de la disciplina del maratón para Costa Rica fue la victoria de José Luis Molina Núñez en la maratón de Los Ángeles (1996).

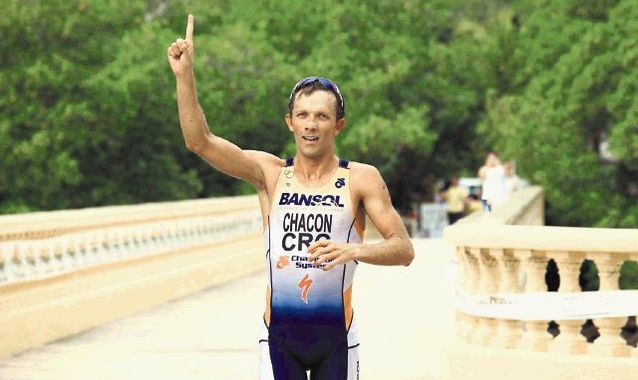
El triatlonista Leonardo Chacón.

El velocista Nery Brenes fue campeón mundial bajo techo de los 400 metros lisos (Estambul, 2012) y campeón panamericano en la misma especialidad, título logrado en Guadalajara 2011, además ganó una de las carreras de la Liga de Diamante en 2010, 3 medallas de oro (incluyendo una en la Copa Intercontinental, en los relevos 4 × 400 m, junto con la selección de Las Américas) y una de plata.
Otros atletas históricos destacados a nivel nacional e internacional fueron Zoila Rosa Stewart (velocidad), Antonio Rodríguez Jiménez (fondo) y Mayra del Carmen Soto Hernández (lanzamiento de disco, bala y jabalina). En la actualidad, entre otros atletas costarricenses destacados pueden citarse: Gabriela Traña (fondo), Leonardo Chacón (triatlón), Roberto Sawyers (lanzamiento de martillo), Sharolyn Scott (velocidad), Ana María Porras (heptatlón) y César Lizano (fondo).
Costa Rica fue sede del Campeonato Clasificatorio para el Mundial de Atletismo del 2015.

## Baloncesto
La Liga de Baloncesto Superior, con sede en el Gimnasio Nacional de La Sabana, San José, fue creada en el año 2005 por la FECOBA (Federación Costarricense de Baloncesto). La LBS, sustituyó al Campeonato Nacional de Baloncesto de Primera División. La LBS fue introducida durante el mandato del señor Heiner Ugalde, presidente de la Federación.
Los equipos masculinos con más campeonatos obtenidos desde 1975 son el Colegio Seminario con 10 títulos, Ferretería Brenes Barva con 8 títulos, el Liceo de Costa Rica con 8 títulos, Limón con 4 títulos, Universidad Internacional de las Américas con 3 títulos, y UACA, UCA Baloncesto, San Ramón (ARBA), Escazú y Grecia con 1 título cada uno.
El baloncesto como deporte fue introducido en Costa Rica en 1905 por Gustavo Michaud, profesor de educación física del Liceo de Costa Rica, de donde se difundió a otros centros educativos del Valle Central, que continuó practicándose de manera informal hasta que en 1922 se organizó el primer partido oficial en el Salón Betty High de Barrio Amón, en San José. El primer partido internacional se disputó en 1922 entre un equipo costarricense y el Panamá Wailling Hall, en una cancha improvisada en el Estadio Nacional. En baloncesto femenino surge en 1928 de la mano de la educadora del Colegio de Señoritas, Cristina Lizano, y Jorge Moreno, entrenador del equipo femenino La Libertad, sobresaliendo la jugadora Avis McClean del equipo Gimnástica. El lustro de 1935 a 1940 se considera la Edad de Oro del baloncesto femenino costarricense, por la amplia y destacada participación internacional.
La primera federación de baloncesto se creó en 1937, de donde data el primer campeonato nacional. Los equipos masculinos destacaron especialmente en la década de 1950 a nivel internacional, popularizándose el deporte a partir de 1960, cuando se construye el Gimnasio Nacional Eddy Cortés para la práctica exclusiva del baloncesto. Esto permite la consolidación de equipos como el del Liceo de Costa Rica, Universidad de Costa Rica y Seminario, destacándose jugadores como Roberto Bourret, Rigoberto Morris, Osvaldo Pandolfo, José Miller y Víctor Aymerich. En los años entre 1975 y 1980 se da una gran promoción colegial con la construcción de gimnasios dentro de las instituciones educativas. Tras un periodo de crisis en la década entre 1980-1990 con la existencia de varias federaciones y la casi desaparición de la rama femenina, el baloncesto logra un nuevo auge en la década de 2000 con la creación de la FECOBA, la reorganización de la Liga de Baloncesto Superior de Costa Rica masculina y femenina, y la aparición de nuevos equipos profesionales y semiprofesionales.

## Béisbol
La Federación Costarricense de Béisbol (FCB) es la principal autoridad que reglamenta la práctica de este deporte en el país. El Campeonato Nacional en la actualidad consisten en dos ligas: la Liga Nacional y la Liga Metropolitana. Hay un torneo de primera división, otro de segunda división y varias ligas menores.
El primer juego de béisbol en Costa Rica se disputó en 1897 en Puerto Limón y enfrentó a un equipo limonense contra uno josefino. Históricamente, su desarrollo estuvo aunado a la construcción del ferrocarril al Atlántico y la presencia de compañías transnacionales extranjeras, principalmente estadounidenses, que explotaban el cultivo del banano. Más recientemente, ha influido la presencia de inmigrantes nicaragüenses, cubanos y panameños, en cuyos países el béisbol es el deporte rey. El primer club fundado fue el Sociedad Sport San José Baseball (1906), seguido de la Sociedad Atlética del Liceo de Costa Rica. El primer campo oficial fue la Plaza González Víquez en San José (1921), siendo también importante la Plaza de Limón. La primera federación surgió en 1923.

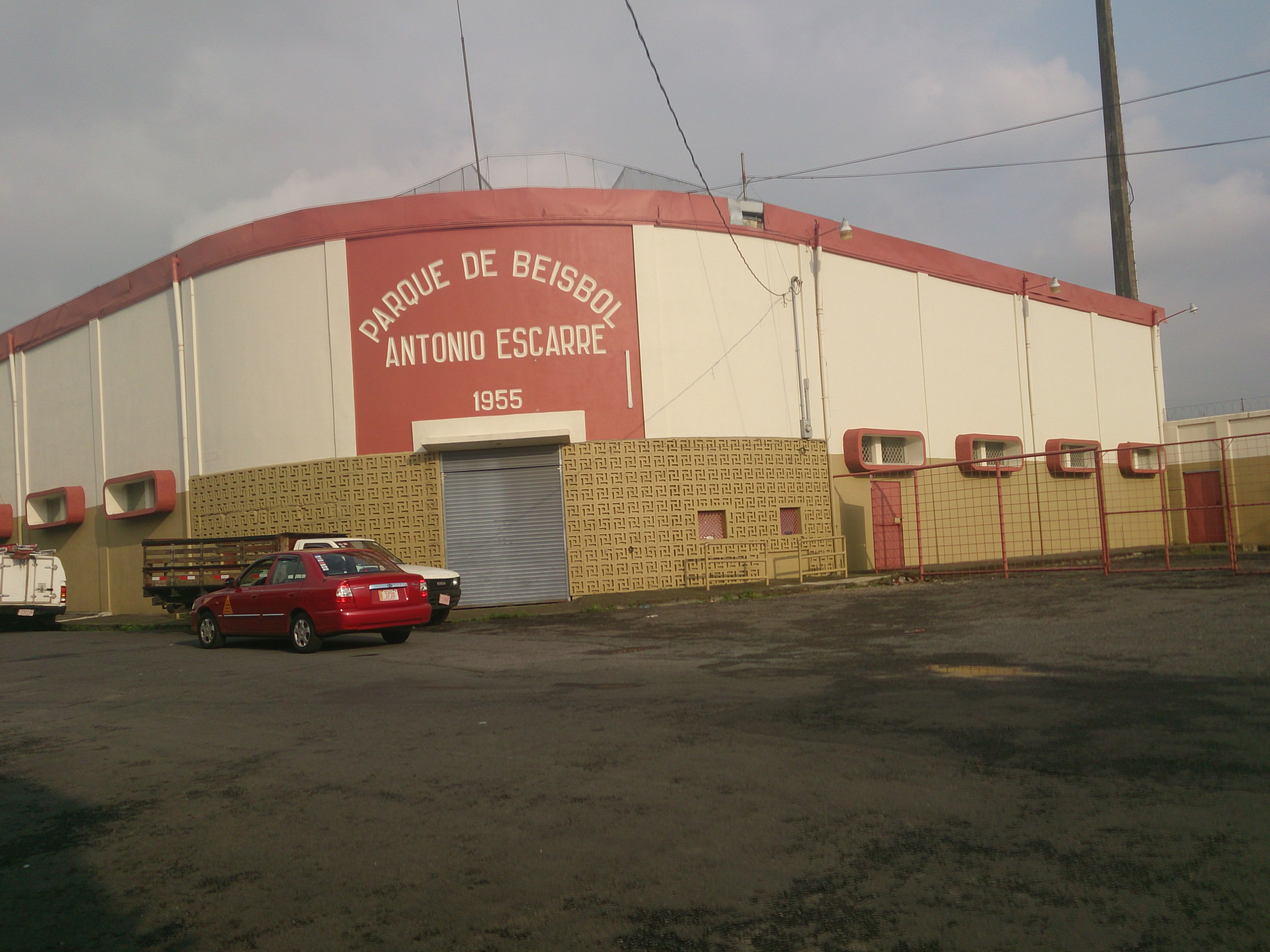
Parque de Béisbol Antonio Escarré.

El principal recinto para la práctica de este deporte en Costa Rica es el Estadio Antonio Escarré (1955, llamado así en honor al director general de Deportes de esa época), ubicado en San José, cercano a la Plaza González Víquez. Allí se disputó el primer campeonato oficial y ha sido sede de dos Campeonatos Mundiales (1961 y 1973), ambos ganados por la novena de Cuba. En 1972, fue sede de un campeonato centroamericano, y también ha sido múltiples veces sede de torneos tanto nacionales e internacionales.
El otro parque importante para la práctica del béisbol es el Estadio Big Boy de Limón, nombrado así en honor del pelotero limonense Bancriff “Big Boy” Scout. Otras sedes del béisbol en el país son Liberia, Parque Japón, El Salto en Bagaces, Hacienda La Ponderosa, Polideportivo del Roble en Puntarenas, Polideportivo Montserrat en Alajuela, Polideportivo de Santo Domingo de Heredia, varias fincas bananeras en Sarapiquí (Roble, Guayacán, Canfín), Polideportivo de Guápiles, Piñas del Bosque en Guácimo, Finca Bananito, Flor y Fauna en San Carlos, La Fortuna de San Carlos y el Parque Metropolitano La Sabana.
Entre los equipos que han ganado más campeonatos, están las novenas de Limón (7), U.I.A (7), Glidden (4), Hopec (3), Jazz Casino (3), Nicaragua (2) y Santo Domingo (2). Algunos peloteros históricos de Costa Rica son Donald Hawling Shaw, lanzador limonense quien jugara en forma profesional en Estados Unidos con Dodgers (1950) y Buffalo, y considerado el mejor beisbolista de la historia nacional; Joaquín Masís Mora, lanzador de la Selección nacional quien diera el primer triunfo a Costa Rica en una serie mundial (1945); Juan Martínez Conejo, lanzador quien diera al equipo Glidden una sonada victoria sobre la selección nacional de Cuba, potencia mundial de este deporte (1976); Miguel Masís Acosta, pelotero de la Universidad de Míchigan y lanzador del equipo histórico que logró medalla de plata en los Juegos de la Paz de 1956; Raimundo Martínez Jiménez, medalla de oro como mejor primera base de la Serie Mundial realizada en Colombia en 1946; Agustín Palomo Rojas, quien participó en múltiples Series Mundiales, Juegos Olímpicos Centroamericanos y del Caribe y jugó en muchos países, siendo pionero de este deporte en el país (1925); y Alberto León Guzmán, pelotero limonense quien ganara cuatro campeonatos entre 1966 y 1971 con el equipo de Limón.

## Boxeo

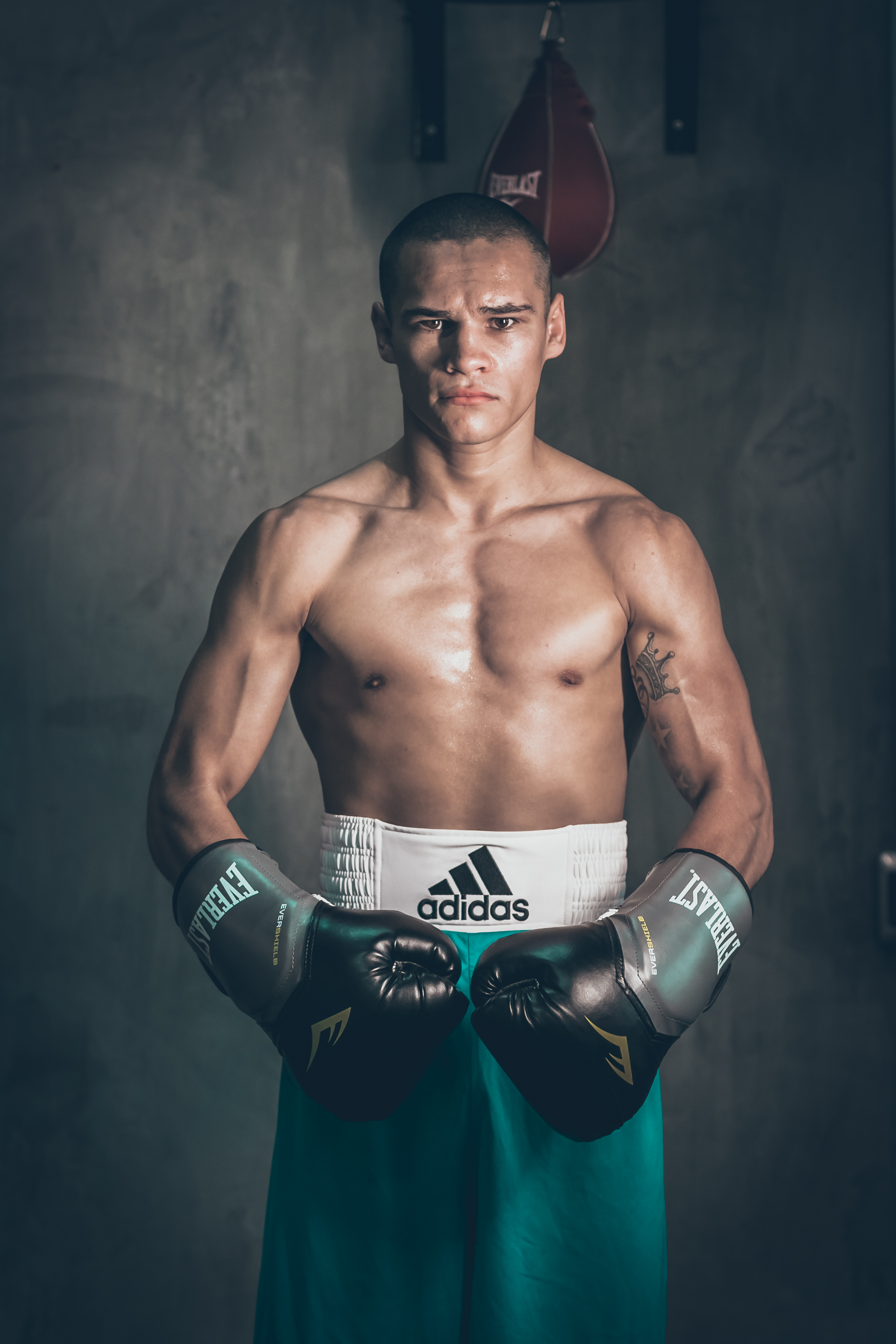
El boxeador nacional David "Medallita" Jiménez.

El boxeo en Costa Rica se practica tanto a nivel aficionado como profesional. Existe una Asociación Costarricense de Boxeo Aficionado y varias escuelas, instructores, gimnasios y academias de boxeo a nivel nacional.
La introducción del boxeo en Costa Rica data de 1906 con la fundación de un club atlético dedicado a varias disciplinas. A partir de 1910 se incluyeron eventos boxísticos en las celebraciones populares. La primera junta nacional de boxeo data de 1939, que funcionó hasta 1958. La Asociación Nacional de Boxeo Aficionado data de 1969.
La figura cumbre del boxeo costarricense es Jesús Tuzo Portuguez, considerado el mejor púgil nacional de la historia de este deporte, además de ser el primer centroamericano ranqueado en el ámbito mundial. Estuvo activo entre 1939 y 1961, peleó 235 peleas en 42 países. Durante su etapa como profesional, logró 42 victorias (22 por nocaut), 31 derrotas y 8 empates, en 81 peleas disputadas entre 1946 y 1961. Tres de sus peleas las disputó en el Madison Square Garden de Nueva York. Es miembro de la Galería Costarricense del Deporte, del Comité Mundial de Boxeo y del Salón de la Fama del Consejo Mundial de Boxeo, entre otros. Se le considera un icono del deporte costarricense.
Entre los boxeadores históricos destacados a nivel internacional, se pueden mencionar a Isaac Marín, Álvaro Rojas Delgado, Orlando Hernández Bonilla y Humberto Aranda, que disputaron fallidamente peleas por el campeonato mundial en diversas ocasiones ante rivales de la talla de Ricardo Arredondo (Marín, 1972), Roberto Mano de Piedra Durán (Rojas, 1976), Luis Lumumba Estaba (Hernández, 1977) y Francisco Javier Castillejo (Aranda, 1999).
En la rama femenina, Costa Rica ha obtenido campeonatos mundiales con Hanna Gabriel (147 y 154 libras de la OMB, 2009 y 2010), y Yokasta Valle (102 y 105 libras de la FIB, 2016 y 2019 respectivamente). En la rama masculina, el escazuceño Bryan Tiquito Vázquez fue campeón mundial interino en las 130 libras (superpluma) de la Asociación Mundial de Boxeo.
A nivel del boxeo aficionado, el hito más destacado es la medalla de bronce del boxeador cartaginés David Medallita Jiménez, obtenida en el Campeonato Mundial de Boxeo Aficionado disputado en Kazajistán, en 2013, la única presea en su tipo para el país en este disciplina.

## Ciclismo

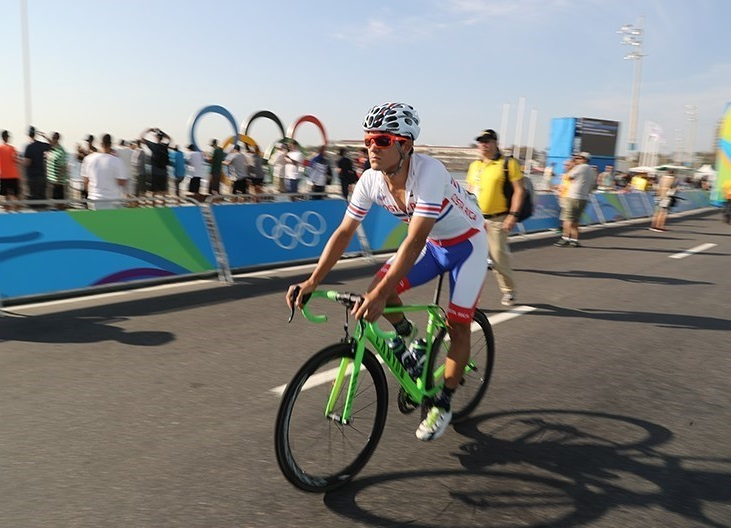
Andrey Amador ganó la 14° etapa del Giro de Italia 2012, disputada entre Cherasco y Breuil-Cervinia. En el Giro de Italia 2015, alcanzó un histórico cuarto lugar general. En el Giro de Italia 2016, se convirtió en el primer centroamericano en vestir la maglia rosa. En la foto, durante su participación en los Juegos Olímpicos de Río de Janeiro 2016.

El ciclismo en Costa Rica se encuentra regulado por la Federación Costarricense de Ciclismo (FECOCI), adscrita a la Unión Ciclista Internacional. Se practican las modalidades de ruta, pista, ciclismo de montaña y BMX, en categoría masculina y femenina, a nivel amateur y profesional. La FECOCI organiza anualmente la Vuelta Ciclista a Costa Rica en el mes de diciembre, la competición más importante del país en esta disciplina. Además de la Vuelta a Costa Rica, existen otras competencias destacadas como la Vuelta Femenina a Costa Rica, Vuelta Internacional a Higuito (extinta en 2015), Vuelta a Guanacaste, Vuelta al Caribe, Vuelta a Occidente, la Copa Cross Country AMPM y la Ruta de los Conquistadores; esta última, una prueba ciclística de montaña que cruza el país de costa a costa por caminos peligrosos, atravesando ríos, volcanes y montañas, siendo una de las pruebas más duras del planeta.

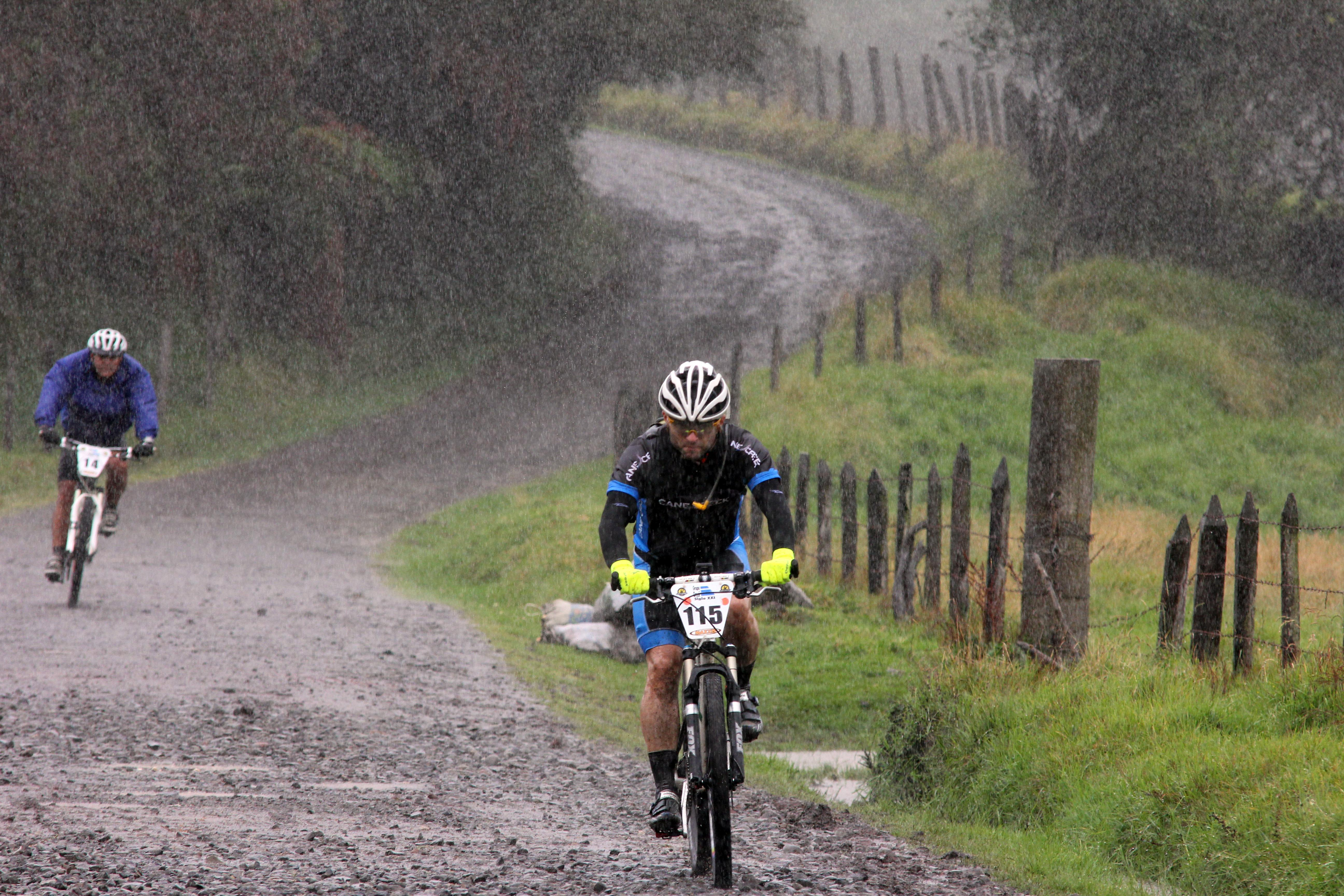
La Ruta de los Conquistadores es una de las carreras de ciclismo de montaña más duras del planeta.

Gran cantidad de ciclistas costarricenses se han destacado a nivel nacional e internacional a lo largo de la historia:
- Andrey Amador, quien fue el primer centroamericano en vestir la camiseta de líder de una Gran Vuelta, alcanzando el primer lugar el 20 de mayo de 2016 durante la etapa 13 del Giro de Italia 2016, escribiendo la página más importante del ciclismo costarricense y centroamericano.[16] También ganó una etapa en el Giro de Italia 2012, siendo la primera vez que un ciclista de Centroamérica gana una etapa en una Gran Vuelta, un cuarto lugar en la general del Giro de Italia 2015 y un octavo lugar en el Giro de Italia 2016, convirtiéndolo en el más destacado en la historia del país. Amador es el primer ciclista costarricense y centroamericano en disputar el Tour de Francia (ediciones 2011, 2013 y 2020). También participó en tres ediciones del ciclismo de ruta de los Juegos Olímpicos: Londres 2012 (puesto 35), Río de Janeiro 2016 (puesto  54) y Tokio 2020 (puesto 68).
- Kenneth Tencio, quien obtuvo diploma olímpico al ocupar el cuarto lugar en los Juegos Olímpicos de Tokio 2020 en la modalidad del BMX FreeStyle.
- Evangelista Chavarría, quien ocupó la posición 10 en la Vuelta a México de 1950, compitiendo en solitario contra ciclistas profesionales, razón por la cual fue bautizado por la prensa mexicana como "El Águila Solitaria"
- Carlos Alvarado Reyes, uno de los deportistas más importantes de la historia tica, tras haber ganado en 1977 la Vuelta a Costa Rica, los Juegos Centroamericanos disputados en San Salvador y los premios franceses Peugeot y Seguros Generales
- Juan de Dios Castillo, ganador de una Vuelta a Costa Rica y del Gran Premio Igualada 1986 en Barcelona, España
- José Manuel Soto Delgado, ganador de dos Vueltas a Costa Rica, de cinco campeonatos nacionales y de 170 de 290 competencias disputadas nacional e internacionalmente entre 1963 y 1977
- Andrés Brenes, ganador de una Vuelta a Costa Rica y sexto lugar en ciclismo de montaña en los Juegos Olímpicos de Atlanta 1996, la mejor posición alcanzada por un costarricense en esta disciplina.
- Henry Raabe, ganador de dos Vueltas a Costa Rica y de la Vuelta a Chiriquí 2013, esta última luego de superar un cáncer linfático
- Federico Ramírez, ganador de la Vuelta a Costa Rica en una ocasión y de la Ruta de los Conquistadores, además de participar en ciclismo de montaña en los Juegos Olímpicos de Londres 2012
- Juan Carlos Rojas, 5 veces ganador de la Vuelta a Costa Rica (el más ganador de la historia)
- Joseph Chavarría, ganador de la Vuelta al Táchira 2016
- Román Urbina, creador de la Ruta de los Conquistadores y miembro del Salón de la Fama del Mountain Bike.[17]
- José Adrián Bonilla, ganador de dos Vueltas a Costa Rica, y participante en dos Juegos Olímpicos.
- Gregory Brenes, ganador de una Vuelta a Costa Rica.
- A nivel de equipo, la cuarteta conformada por Evangelista Chavarría, Rigoberto Salazar, Omar Arce y Leonardo Valverde, quienes en 1946 ganaron la medalla de oro de los Juegos Centroamericanos y del Caribe disputados en Barranquilla, Colombia.

## Balonmano
El balonmano se practica en Costa Rica de forma semiprofesional. La Federación Costarricense de Balonmano (FECOBAL) es miembro de la International Handball Federation desde 1992, con torneos de apertura y clausura en los que participan clubes mayores y juveniles tanto en categoría masculina como femenina, y es un deporte que ha venido en crecimiento durante los últimos años. Algunos equipos importantes a nivel masculino en los últimos años han sido Tres Ríos, la Universidad de Costa Rica (actual campeón del torneo apertura 2012) y la Universidad Nacional, y en femenino, Tarrazú y San José. La Selección costarricense de balonmano es una de las pocas selecciones que se mantiene activa entrenando durante todo el año.

## Paintball
El paintball se practica en Costa Rica de forma aficionada aunque en los últimos años ha crecido considerablemente el número de seguidores llegando a formar 14 equipos oficialmente activos. Ha habido intentos de lograr la creación de una Federación Costarricense de Paintball (FECOPAINT) la cual no ha tenido éxito, sin embargo esto no ha sido impedimento para hacer torneos a nivel local los cuales han contado con la participación de algunos equipos panameños. Actualmente los practicantes de este deporte se mantienen activos y realizan diversas actividades tanto recreativas como para la beneficencia.
El avance más reciente ha sido la creación de la Liga Costarricense de Woodsball (LCW)la cual dio inicio el 6 de julio de 2014, con la creación de esta liga se pretende darle un nuevo empuje al deporte y lograr organizar una representación del país para el mundial de paintball en su modalidad de speed.

## Rugby
El inicio del Rugby en el país se dio gracias a la inmigración principalmente francesa en Costa Rica en los años 1980 cuando se jugaba de manera muy amateur por Franceses y otras nacionalidades europeas en partido extraoficiales y amateur en campos improvisados pero su consolidacion se duro hasta inicios del siglo XXI pues la organización y administración del deporte en el país fue largo proceso al igual que las creaciones de equipos.
La Selección de Rugby de Costa Rica representa al país en la International Rugby Board (IRB). La Selección de Rugby de Costa Rica es una de las mejores exponentes de este deporte en el área centroamericana, a empezó a ganar popularidad en la Capital aunque al principio competía contra el Futbol Americano a comparación de este no se desapareció del radar y se ha mantenido logrando en 2017 volverse miembro oficial del World Rugby.
La variante Rugby 7 al volverse deporte olímpico logró que el Comité Olímpico Costarricense subsidaria a ICODER le diera importancia y apoyo a esta rama ayudando a su recreación formando un deporte que puede mantenerse activo con progreso a largo plazo.
La Federación de Rugby de Costa Rica es miembro desde el 31 de marzo de 2006 de la Confederación Sudamericana de Rugby (CONSUR).

## Surf
En 2015, el equipo de surf de Costa Rica se proclamó campeón mundial al ganar los World Surfing Games 2015 de la Asociación Internacional de Surf, disputados en Playa Popoyo, Nicaragua. En ese mismo torneo, el costarricense Noe Mar McGonagle se proclamó campeón mundial masculino de la disciplina, mientras su hermana menor Leilani McGonagle obtuvo la presea de plata en la rama femenina. Costa Rica fue sede de este mismo torneo en 2016, disputado en Jacó, en el cual logró la medalla de bronce por equipos. En dicho torneo, Noe Mar McGonagle logró también la medalla de bronce. En 2021, la surfista Brisa Hennessy logró el quinto lugar en la primera participación del surf en los  Juegos Olímpicos de Tokio 2020.

## Tenis
En Costa Rica se celebra la Copa del Café, un torneo grado 1 jugado cada mes de enero en San José. El torneo es parte del circuito júnior respaldado por la Federación Internacional de Tenis (ITF por sus siglas en inglés) y apoyado por las federaciones de tenis de varios países. La Copa del Café es el Torneo Júnior de la ITF más antiguo en América Latina y cada año recibe entradas por parte de más de 40 países.